# 瑶英长公主
瑶英长公主（?—?），后唐公主，是中国五代十国后唐第一代皇帝庄宗李存勖的妹妹，李克用的第十一女，嫁张延钊。同光三年十二月丙戌（926年1月14日），唐庄宗册封她为瑶英长公主。